# 경주 교촌마을
경주 교촌마을은 경상북도 경주시의 관광지이다.

## 명칭
'교촌마을'은 향교가 있는 마을을 뜻한다. 즉 교촌마을이 경주에 있는 교촌마을을 뜻하는 것만은 아니다.

## 역사
신라 신문왕 2년(682년)에 국학이 세워졌던 곳이다. 이는 고려시대의 향학, 조선시대 향교로 명맥이 이어졌다. 또한 교촌에는 신라 원효대사, 요석공주가 사랑을 나눈 요석궁이 있던 곳이기도 했다.

## 문화재
교촌마을에는 국가민속문화재 경주 최부자댁, 중요무형문화재 경주교동법주가 있다.

## 사진

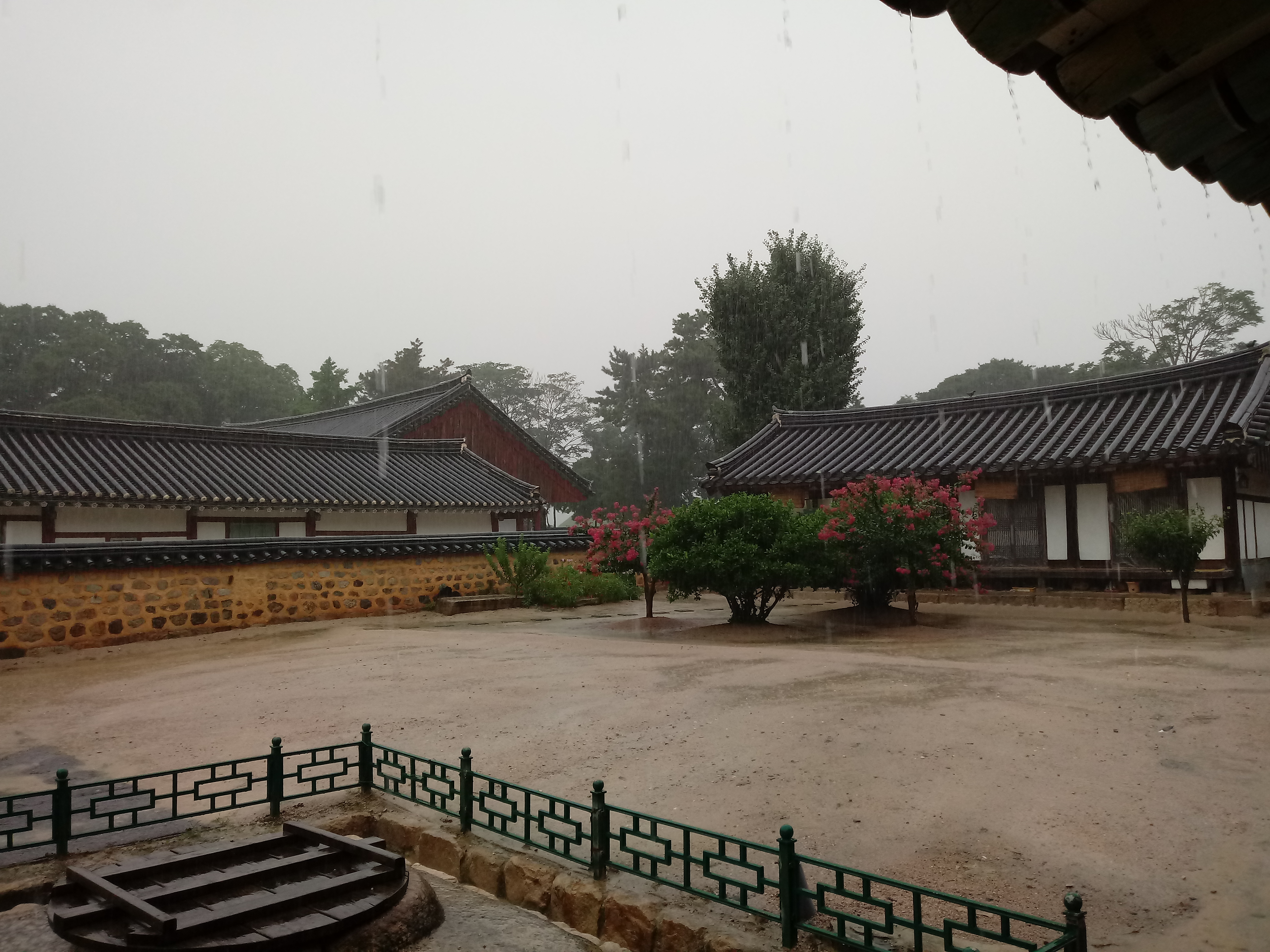
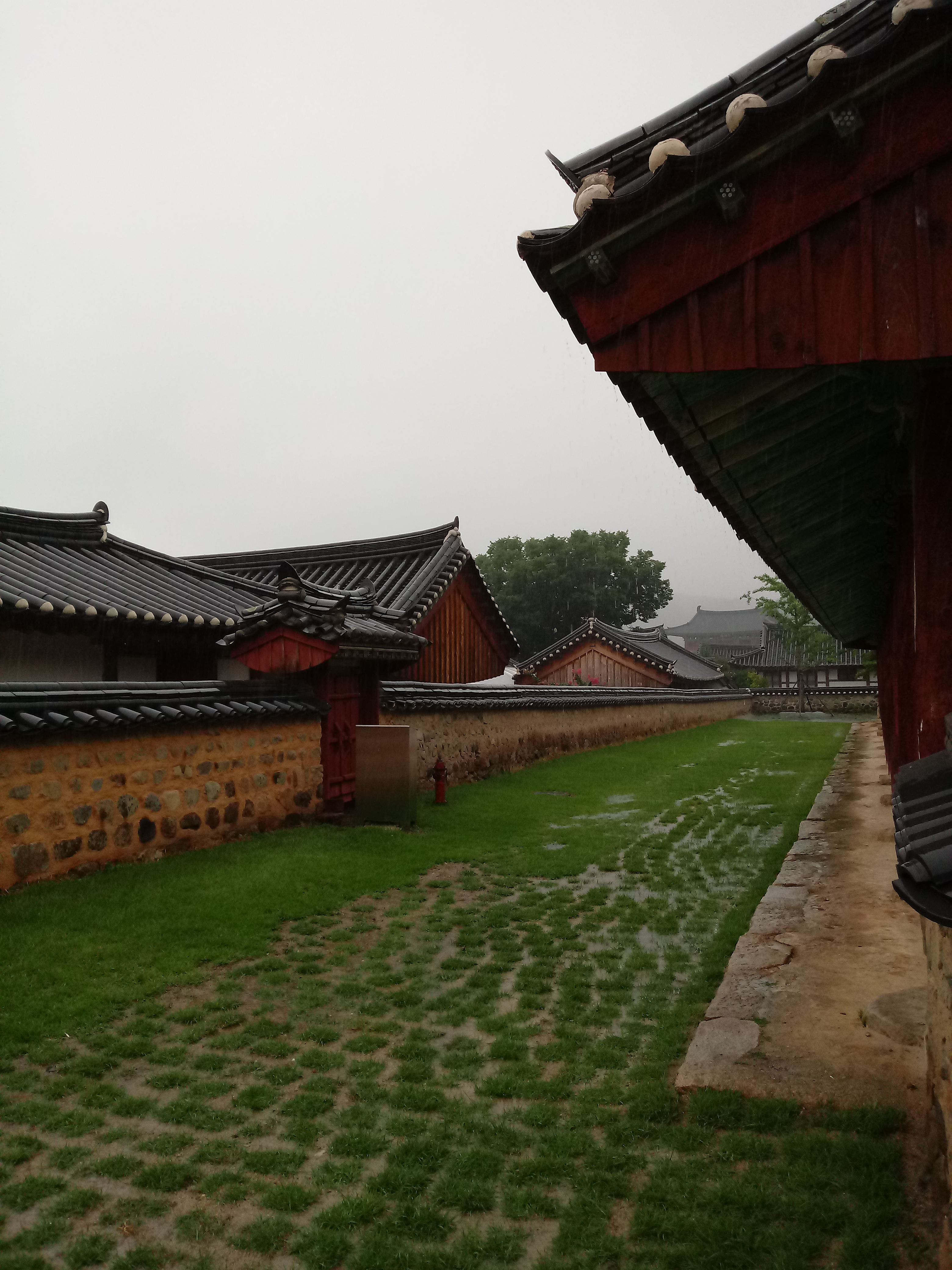